# هارولد كنوتسون
هارولد كنوتسون هو طباع وناشر وسياسي أمريكي، ولد في 20 أكتوبر 1880 في شين في النرويج، وتوفي في 21 أغسطس 1953 في وادينا في الولايات المتحدة. نشط حزبياً في الحزب الجمهوري. وقد انتخب عضو مجلس النواب الأمريكي.